# Корчак V
Корчак V – шляхетський герб, різновид герба Корчак.

## Опис герба
Опис згідно з класичними правилами блазонування:
У червоному полі у золотій чаші виринаюче срібне цуценя.
Клейнод: хвіст павича, в якому три срібних балки, причому кожна наступна (нижча) балка коротша за попередню.
Намет червоний, підбитий золотом.

## Найбільш ранні згадки
Герб згадується Папроцьким у «Гнізді цноти», в «Гербовнику польських лицарів» Ю. Шиманського та в «Хроніці» Бєльського.

## Власники
- Проценки.